# Ледерер, Эмиль
Эмиль Ле́дерер (нем. Emil Lederer; 22 июля 1882[…], Пльзень, Пльзень-город — 29 мая 1939, Нью-Йорк, Нью-Йорк) — австрийский и немецкий экономист, педагог.

## Биография
Учился в Венском и Мюнхенском университетах. Вместе с ним учились Людвиг фон Мизес и Йозеф Шумпетер. В отличие от них, Ледерер стал сторонником демократического социализма и писал в марксистский орган Die Neue Zeit.
Его преподавателями были такие известные экономисты как Генрих Ламмаш, Теодор фон Инама-Штернег, Франц фон Юрачек, Карл Менгер, Фридрих фон Визер, Эйген фон Бем-Баверк, Эйген фон Филиппович.
Преподавал в Гейдельберге (профессор с 1922) и Берлинском университете (с 1931), где был преемником Вернера Зомбарта на факультете национальной экономики и финансовых наук. Из-за еврейского происхождения и членства в СДПГ вынужден был покинуть Германию после прихода к власти нацистов в 1933 году. Ледерер эмигрировал в США и преподавал в Новой школе социальных исследований (Нью-Йорк).

## Основные произведения
- Die Privatangestellten in der modernen Wirtschaftsentwicklung, 1912 (transl. «The Problem of the Modern Salaried Employee», 1937, WPA).
- Einige Gedanken sur Soziologie der Revolution, 1918
- «Der Neue Mittelstand» with J. Marschak, 1926, Grundriss der Nationalokonomik. (trans. «The New Middle Class», 1937, WPA)
- Technical Progress and Unemployment, 1931
- Wirkungen den Lohnabbaus, 1931.
- «Die Lähmung der Weltwirtschaft», 1932, AfSS
- Grunzuge der okonomische Theorie, 1922.
- «Freedom and Science», 1934, Social Research.
- «Social Control versus Economic Law», 1934, Social Research
- «The Problem of Development and Growth in the Economic System», 1935, Social Research
- «On Revolution», 1936, Social Research
- «Commentary on Keynes», 1936, Social Research
- The State of the Masses: the threat of the classless society, 1939.